# 高橋厚子
高橋 厚子（、1949年11月29日 - ）は、日本の元女優。本名同じ。
東京都出身。

## 人物
1964年、劇団ひまわりに入団。入団のきっかけは友人に誘われたためであった。
1966年、東宝芸能学校に入り、第6期オール東宝ニュータレントとして東宝と契約。同期には、小林夕岐子、宮内恵子、ひし美ゆり子、若原啓子らがいる。
東宝入社後は、『あこがれ』(1966年)でデビュー後、『伊豆の踊子』（1967年）、『育ちざかり』（1967年）などの映画に出演する。
1969年、『娘ざかり』で内藤洋子の友人、『日本一の断絶男』でなべおさみの相手役を演じて川崎市民映画コンクールで新人賞を受賞。1970年の紹介記事では、川崎市民映画コンクールで受賞したことについて「嬉しくて励みになる」と語る一方、「正直に言えば活躍不足だったので、今年は映画で主役を演じたい」と述べている。
東宝の1970年のホープとして『ゲゾラ・ガニメ・カメーバ 決戦!南海の大怪獣』のヒロイン・星野アヤ子役に抜擢される。
1970年のテレビドラマ『アテンションプリーズ』で、紀比呂子演じる主人公の同期生・広村綾子役でレギュラー出演。当時の紹介記事では、東宝が内藤洋子や酒井和歌子に続いて売り出す方針としていた。
『伊豆の踊子』『育ちざかり』『アテンションプリーズ』のいずれも主人公の友人役であった。
趣味は、スケートや編み物。目標とする女優として、浅丘ルリ子や大空眞弓を挙げている。また、土屋嘉男、久保明、佐原健二らの出演作品でもある映画『マタンゴ』を中学生当時に鑑賞していたことから、後年の『決戦!南海の大怪獣』では土屋らと共演できたことに感激したという。
その後、結婚を機に引退。

## 出演

### 映画
- フランケンシュタイン対地底怪獣（1965年、東宝） - 看護婦・テレビの女 [2役][注釈 2][注釈 3]
- あこがれ（1966年、東宝） - 陶光堂店員
- お嫁においで（1966年、東宝） - 弓子
- 伊豆の踊子（1967年、東宝） - 百合子
- 若大将シリーズ（東宝）
  - 南太平洋の若大将（1967年） - チアリーダー[注釈 2]
  - ニュージーランドの若大将（1969年） - 公園の女性[注釈 4]
- でっかい太陽（1967年、東宝） - 女子生徒[注釈 2]
- 育ちざかり（1967年、東宝） - 松村のぞみ
- 日本一シリーズ（東宝）
  - 日本一の男の中の男（1967年） - 女子社員[注釈 2]
  - 日本一の断絶男（1969年） - 久美子
- 年ごろ（1968年、東宝） - 鈴木民子
- 怪獣総進撃（1968年、東宝） - 白衣の美女B（キラアク星人B[出典 6]）
- 燃えろ!青春（1968年、東宝） - 石井昌代
- ザ・タイガース 世界はボクらを待っている（1968年、東宝） - 京子
- 恋にめざめる頃（1969年、東宝） - 弓子
- 二人の恋人（1969年、東宝）- 受付の少女
- 娘ざかり（1969年、東宝）- 重浦秋子
- ゲゾラ・ガニメ・カメーバ 決戦!南海の大怪獣（1970年、東宝） - 星野アヤ子[2][6]
- 赤頭巾ちゃん気をつけて（1970年、東宝）
- おくさまは18才 新婚教室 （1971年、東宝） - 水川佐知子

### テレビドラマ
- これが青春だ 第29話「おかしな十七才」（1967年、日本テレビ）
- パパ長生きしてねッ!（1967年、TBS）
- でっかい青春（1968年、日本テレビ）第15話「初恋試験」 - 鶴田久子
- 進め!青春（1968年、日本テレビ） - 女生徒・早苗
- 東京バイパス指令　第40話「殺しの相手は二億円」（1969年、日本テレビ）
- 右門捕物帖 第9話「九番手柄 浮世絵三人娘」（1969年、日本テレビ）
- アテンションプリーズ（1970年 ‐ 1971年、TBS） - 広村綾子
- めぐり逢い　第6回、第7回（1970年、日本テレビ）  - 谷恵子
- 人形佐七捕物帳 第25話「怪奇・鬼娘」（1971年、NET）  - お仲